# Hallvard de Lier
Hallvard Vebjørnsson, també conegut com a Sant Hallvard (ca. 1020-1043) és un màrtir i sant catòlic noruec. És el sant patró de la ciutat d'Oslo i la seva festivitat és el 15 de maig.

## Biografia
Poc se'n sap de Hallvard a part de les circumstàncies de la seva mort. Descendent de vikings, hauria nascut a Lier, com a fill únic de Vébjörn Sigurðsson (o Vebjørn de Huseby, un fill de Sigurd Rise), que es va casar amb Torny Gudbrandsdatter (una filla de Gudbrand Kula, possiblement il·legítima i, per tant, també cosina del rei Olaf el Sant).
Al maig de 1043, Hallvard estava a punt de travessar el fiord de Drammen, quan va arribar cap a ell una dona corrent. La dona era perseguida per tres homes que, acusant-la de robatori, la volien matar. Hallvard va creure en la innocència de la dona, i va acceptar portar-la a bord del seu vaixell, però els homes, furiosos, els van matar a tots dos. Per ocultar el seu crim, van lligar el cos del jove a una roda de molí i el van llançar al fiord.
Els amics de Hallvard van buscar el seu cos i un cop el van trobar, el van treure de l'aigua amb ajuda d'unes branques seques, i li van realitzar un sumptuós funeral a la seva localitat natal. Poc després, les branques utilitzades en la seva recerca van germinar, el que es va considerar un miracle, i va ser aleshores quan es va estendre el remor sobre la seva santedat. Com havia mort per defensar una dona innocent, va ser jutjat per la gent com a màrtir.
El 1053, les restes de Hallvard es col·locaren en un reliquiari amb aplicacions de plata i portats a l'Església de Santa Maria d'Oslo. El 1130 va ser traslladat a la recentment acabada Església de Sant Hallvard -avui en ruïnes-, consagrada a la seva memòria, i les seves relíquies serien motiu de peregrinació des de tot el país.
Hi ha una altra llegenda que diu el seu cos va sortir a la superfície malgrat tot i la pesada pedra de molí que tenia lligada al coll.
El dia de la seva mort es troba registrat en el calendari rúnic com el 15 de maig. Aquest mateix dia va ser triat per l'Església Catòlica per fixar la seva festivitat. La seva imatge es representa amb fletxes en una mà i en l'altra una pedra de molí. És la imatge de l'escut d'armes de la ciutat d'Oslo.

## Representacions
Els atributs amb els quals se sol acompanyar la seva imatge són un conjunt de fletxes en una mà i una roda de molí en l'altra. A l'escut d'armes de la ciutat d'Oslo se'l representa assegut en una cadira de decoració nòrdica amb dos caps d'animals, mentre que als seus peus reposa una dona nua.

## Església i monestir
L'Església i monestir de Sant Hallvard a Enerhaugen a Oslo (consagrada el 1966), no està lluny de l'antiga catedral medieval de Sant Hallvard i és el lloc més gran de la parròquia actual de l'Església Catòlica a Noruega.